# Разъезд 2
Разъезд 2, посёлок разъезда № 2 — посёлок в Наримановском районе Астраханской области, входит в состав Астраханского сельсовета.

## География
Уличная сеть состоит из трёх улиц: ул. Железнодорожная, ул. Набережная, ул. Школьная.

## Население
| 2002 | 2010 | 2013 | 2014 |
| ---- | ---- | ---- | ---- |
| 165  | ↘140 | ↗143 | ↗145 |

Национальный и гендерный состав
По данным Всероссийской переписи, в 2010 году численность населения посёлка составляла 140 человек (66 мужчин и 74 женщины, 47,1 и 52,9 %% соответственно)
Согласно результатам переписи 2002 года, в национальной структуре населения чеченцы составляли 67 % от общей численности в 164 человек

## Инфраструктура
Железная дорога (Разъезд № 2 на железнодорожной линии Астрахань — Кизляр).